# Национално статистическо бюро (Китай)
Национално статистическо бюро (на китайски: 中华人民共和国, 国家 или 统计局) е държавна организация в Китайската народна република.
Подчинена е на Държавния съвет (правителството) на КНР. Нейната задача е да събира и публикува статистически данни, свързани с икономиката, населението и обществото на Китай в национално и местно ниво.